# 広域公共バスあおぞら

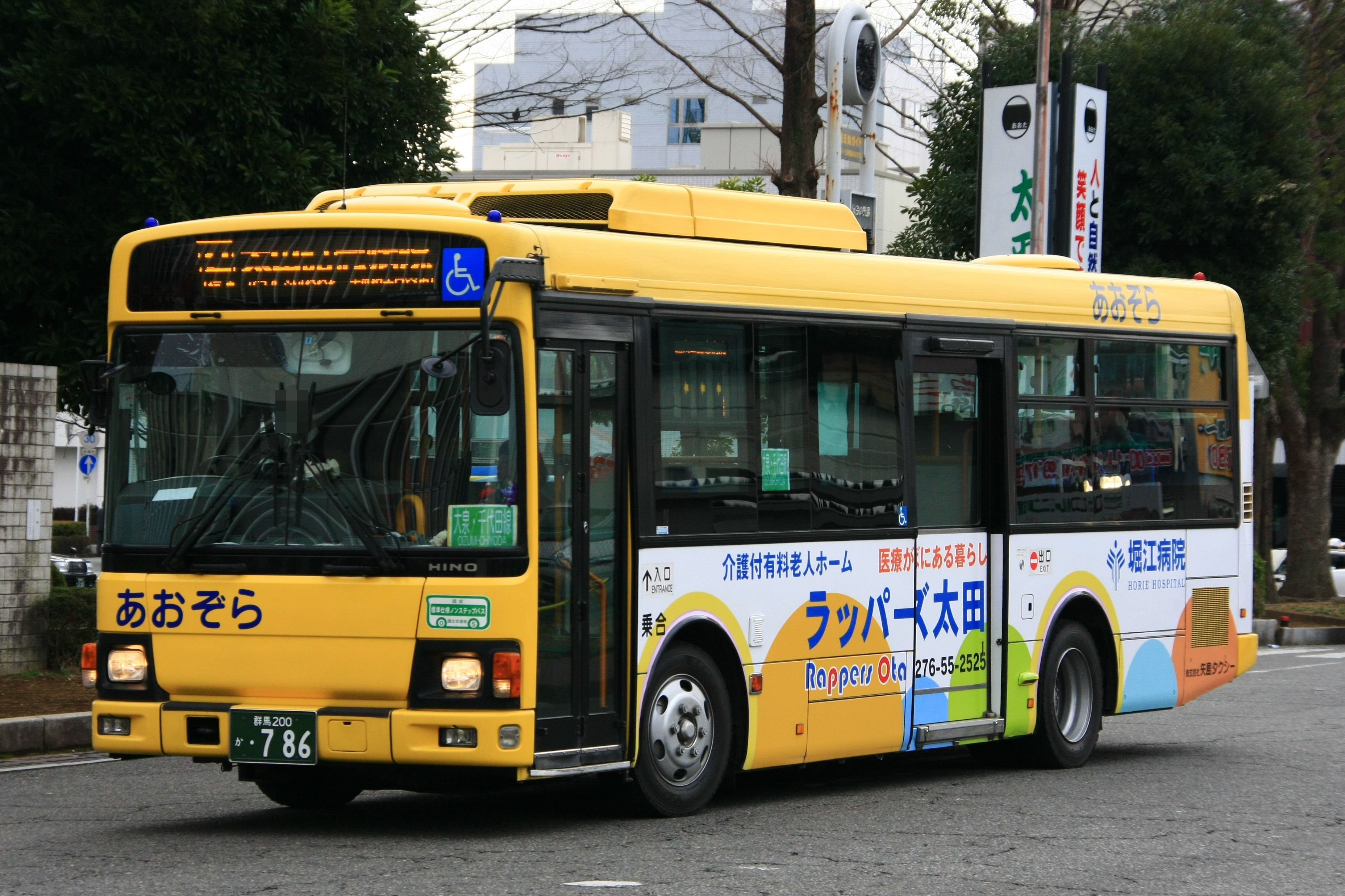
広域公共バスあおぞらで使用される日野・レインボーII

広域公共バスあおぞら（こういきこうきょうバスあおぞら）は、群馬県邑楽郡大泉町と同千代田町が共同で運行するコミュニティバスである。矢島タクシーが受託している。
新田町と尾島町が太田市と合併するまでは、両町の町域内でも運行していた。

## 運賃・乗車券類
- 大人 200円、60歳以上・高校生以下 100円[1]
- 定期券[1]、回数券[1]あり

## 現行路線

### 大泉・千代田線
- 1,3: 太田記念病院 - 太田駅南口 - BUSターミナルおおた - 西小泉駅前バスターミナル - 大泉町役場前 - 舞木南 - 千代田町役場前[2]
- 2,4: 太田記念病院 - 太田駅南口 - BUSターミナルおおた - 西小泉駅前バスターミナル - 大泉町役場前 - 福島 - 千代田町役場前[2]

## 車両
日野自動車製の中型ノンステップバスで運行される。かつては日産ディーゼル製の中型路線バスで運行されていた。